# Зорик Василь Петрович
Василь Петрович Зорик (нар. 12 січня 1961, с. Мужилів, нині Україна) — український архітектор, громадсько-політичний діяч.

## Життєпис
Василь Зорик народився 12 січня 1961 року у селі Мужилів Підгаєцького району Тернопільської области, нині Україна.
Закінчив Івано-Франківське професійно-технічне училище (1980), архітектурний факультет (1985) та Міжнародну школу сакральної архітектури (1991) Львівського політехнічного інституту. Працював в сувенірному цеху Шевченківського лісництва м. Підгайці (1980—?), архітектором, начальником проєктного бюро, головним архітектором Бережанського району, начальником відділу містобудування та архітектури Бережанської РДА.
Від 2 квітня 2009 — директор Державного історико-архітектурного заповідника м. Бережани.

### Громадсько-політична діяльність
Голова (2002—2006) та перший заступник (2006—2009) Бережанської міської ради.

## Доробок
Створив і реалізував проєкти:
- церкви в сс. Шумляни, Слов’ятин, Рекшин, Біще, Шибалин, Жовнівка, Волощина, Саранчуки (Вонсовичівка), Рибники, Павлів, хутір Гайок, село Збиранка біля Львова
- дві каплиці в с. Мужилів Підгаєцького району, каплиці на вул. Тернопільській у Бережанах, на вул. Рогатинській у с. Лісники, на горі Лисоні.

Автор кількох проєктів — меморіалу воїнам ОУН-УПА на міському кладовищі (м. Бережани), відновлення партизанських таборів, школи УПА у лісі біля с. Слов’ятин. Співавтор генерального плану забудови м. Бережани (1995).

### Публікації
- Зорик, В. Заповідник у Бережанах: Історія та сьогодення // Бережанське віче. — 2011. — 18 листопада. — С. 5.
- Зорик, В. Архітектура площі Ринок // Пам’ятки України. — 2013. — № 5. — С. 20—23. — (Цивільна архітектура).